# Ріо (Вісконсин)
Ріо (англ. Rio) — селище (англ. village) в США, в окрузі Колумбія штату Вісконсин. Населення — 1119 осіб (2020).

## Географія
Ріо розташоване за координатами 43°27′2″ пн. ш. 89°14′32″ зх. д. / 43.45056° пн. ш. 89.24222° зх. д. (43.450544, -89.242281).  За даними Бюро перепису населення США в 2010 році селище мало площу 3,30 км², з яких 3,28 км² — суходіл та 0,02 км² — водойми.

## Демографія
Згідно з переписом 2010 року, у селищі мешкало 1059 осіб у 436 домогосподарствах у складі 292 родин. Густота населення становила 321 особа/км².  Було 475 помешкань (144/км²).
Расовий склад населення:
| - 97,7 % — білих - 0,3 % — азіатів - 0,2 % — корінних американців - 0,2 % — чорних або афроамериканців - 0,1 % — вихідців з тихоокеанських островів |

До двох чи більше рас належало 1,2 %. Частка іспаномовних становила 1,4 % від усіх жителів.
За віковим діапазоном населення розподілялося таким чином: 26,7 % — особи молодші 18 років, 60,0 % — особи у віці 18—64 років, 13,3 % — особи у віці 65 років та старші. Медіана віку мешканця становила 35,8 року. На 100 осіб жіночої статі у селищі припадало 94,0 чоловіків;  на 100 жінок у віці від 18 років та старших — 91,6 чоловіків також старших 18 років.
Середній дохід на одне домашнє господарство  становив 59 205 доларів США (медіана — 54 000), а середній дохід на одну сім'ю — 70 104 долари (медіана — 67 188). За межею бідності перебувало 13,7 % осіб, у тому числі 18,4 % дітей у віці до 18 років та 17,3 % осіб у віці 65 років та старших.
Цивільне працевлаштоване населення становило 499 осіб. Основні галузі зайнятості: освіта, охорона здоров'я та соціальна допомога — 26,3 %, виробництво — 16,4 %, роздрібна торгівля — 14,2 %.